# Сибирская мемориальная картинная галерея
Сибирская мемориальная картинная галерея — художественно-мемориальный музей в городе Новосибирске. Тематика музея посвящена подвигу советского народа в Великой Отечественной войне (1941—1945).
Музей разместился в ряде помещений «Стоквартирного дома» (Красный проспект, д. 16).
Сотрудниками музея организуются тематические экскурсии, лекции о художниках, творческие встречи, мастер-классы, акции, праздники, круглые столы и дискуссии, патриотические квесты и другие мероприятия. Работает детская изостудия.

## Экспозиция
Главным экспонатом галереи является диорама «150-я, 22-я Сибирская Добровольческая Гвардейская стрелковая дивизия». Автор картины народный художник России В. К. Чебанов. На этой масштабной картине (2,7 х 10 метров) изображён бой дивизии с немецко-фашистскими захватчиками на Ржевско-Вяземском плацдарме.
Пять залов галереи посвящены событиям, участникам и героям Великой Отечественной войны (1941—1945).
В экспозицию входят выставка портретов воинов-сибиряков, а также живописные сцены боёв и военных будней, портреты бойцов и командиров дивизии, известных артистов, участников Великой Отечественной войны — жителей Новосибирска. Все художественные полотна выполнены народным художником России участником Великой Отечественной войны Вениамином Карповичем Чебановым.

## История
«Стоквартирный дом» был возведён в 1934—1937 годах, по проекту архитекторов А. Д. Крячкова, В. С. Масленникова.
Мемориальная галерея была открыта в ряде помещений дома, не относящихся к жилому фонду (бывший детский сад).
Открытие состоялось 8 мая 2017 года в канун празднования 72-й годовщины Победы советского народа в Великой Отечественной войне.
30 марта 2018 года галерея получила статус самостоятельного учреждения культуры.